# 마라뇬강

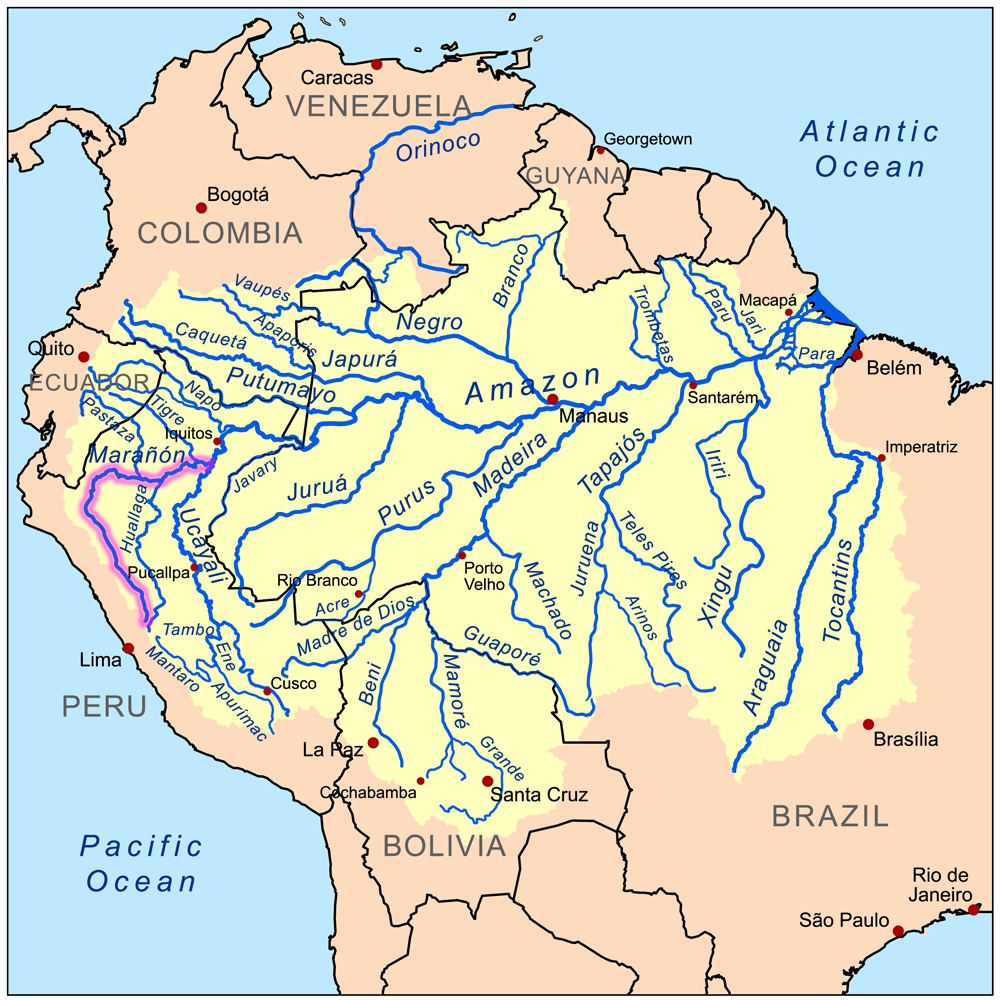
아마존 유역에서 마라뇬강의 위치

마라뇬강(Río Marañón)은 페루에 위치한 아마존강의 최상위 지류 중 하나이다.
페루 리마에서 160km 북동쪽 떨어진 지점에서 발원하며, 안데스산맥 동쪽 산계의 깊은 골짜기를 따라 북서 방향으로 흐르다가 동쪽으로 틀어 안데스 정글 지대를 지난다. 이곳에서 항행 불가능한 급류와 폭포가 잇따른다. Pongo de Manseriche라는 계곡을 통과하면 저평한 아마존 분지로 진입하며, 우카얄리강과 합류하여 아마존강을 이룬다. 역사적으로 "마라뇬"이라는 이름은 대서양까지 이르는 수계 전체를 가리키는 말로 쓰였으나 현대에는 우카얄리강과의 합류점까지만을 마라뇬강으로 정의하는 추세이다.

## 같이 보기
- 로레토주
- 마이나족